# Maxanapis
Maxanapis là một chi nhện trong họ Anapidae.